# Ceutorhynchus pectoralis
Ceutorhynchus pectoralis är en skalbaggsart som beskrevs av Julius Weise 1895. Ceutorhynchus pectoralis ingår i släktet Ceutorhynchus, och familjen vivlar. Arten har ej påträffats i Sverige.